# 24 Prelúdios e Fugas (Shostakovitch)
Os  24 Prelúdios e Fugas, Op. 87 por Dmitri Shostakovitch é um conjunto de 24 peças para piano, uma em cada uma das claves maiores e menores da escala cromática. Enquanto o estilo musical e as idéias eram do próprio Shostakovitch, elas seguem a forma do Piano Bem Temperado de Johann Sebastian Bach escrito cerca de 200 antes. 

## Recepção pelos críticos soviéticos
Estas peças não foram bem recebidas por críticos soviéticos quando Shostakovitch as apresentou pela primeira vez num encontro especial da União dos Compositores em maio de 1951. Os críticos expressaram rejeição à dissonância de algumas das fugas. Também objecionaram a fuga na música soviética porque era considerada muito ocidental e arcaica.